# Dipodomys spectabilis
Espèce
Statut de conservation UICN

 NT  : Quasi menacé
Dipodomys spectabilis, est une espèce de Rongeurs de la famille des Heteromyidae. C'est un petit mammifère qui fait partie des rats-kangourous d'Amérique. Cet animal vit aux États-Unis et au Mexique.
L'espèce a été décrite pour la première fois en 1890 par un zoologiste américain, Clinton Hart Merriam (1855-1942).

## Liste des sous-espèces
Selon Mammal Species of the World (version 3, 2005)  (2 juin 2016) et ITIS (2 juin 2016) :
- sous-espèce Dipodomys spectabilis baileyi Goldman, 1923
- sous-espèce Dipodomys spectabilis cratodon Merriam, 1907
- sous-espèce Dipodomys spectabilis intermedius Nader, 1965
- sous-espèce Dipodomys spectabilis perblandus Goldman, 1933
- sous-espèce Dipodomys spectabilis spectabilis Merriam, 1890
- sous-espèce Dipodomys spectabilis zygomaticus Goldman, 1923